# Johan Cabiljau
Johan Cabiljau, död 5 december 1652, var en svensk rättslärd. Han var son till Abraham Cabiljau och bror till Margareta Cabiljau.
Cabiljau föddes i Gent i Flandern före faderns inflyttning till Sverige. Han ägnade han sig åt lärda studier och promoverades till juris utriusque doktor. Efter att någon tid ha förestått en juridisk professur i Amsterdam, överflyttade han till sina anhöriga i Sverige och utnämndes till faderns efterträdare som borgmästare i Göteborg. Även i Sverige blev han berömd för sin lärdom, särskilt för sina brev till Gustav II Adolf, utgivna under titeln: Epistolarum Centuria prima ad Invictissimum Gustavum Adolphum Regem Sueciæ 1626. Cabiljau adlades av drottning Kristina 1652, men dog endast några månader därefter och begravdes i föräldrarnas grav i Riddarholmskyrkan.